# Frasso Telesino
Frasso Telesino is een gemeente in de Italiaanse provincie Benevento (regio Campanië) en telt 2626 inwoners (31-12-2004). De oppervlakte bedraagt 22,3 km², de bevolkingsdichtheid is 123 inwoners per km².
De volgende frazioni maken deel uit van de gemeente: Nansignano.

## Demografie
Frasso Telesino telt ongeveer 997 huishoudens. Het aantal inwoners daalde in de periode 1991-2001 met 15,5% volgens cijfers uit de tienjaarlijkse volkstellingen van ISTAT.
| Jaar | Inwoneraantal |
| ---- | ------------- |
| 1991 | 3203          |
| 2001 | 2708          |

## Geografie
Frasso Telesino grenst aan de volgende gemeenten: Cautano, Dugenta, Melizzano, Sant'Agata de' Goti, Solopaca, Tocco Caudio, Vitulano.

## Geboren in Frasso Telesino
- Angelo Mosiello (1860-1918), Italiaans-Amerikaans componist en dirigent
- Mike Mosiello (1896–1953), Amerikaans jazztrompettist

Airola · Amorosi · Apice · Apollosa · Arpaia · Arpaise · Baselice · Benevento · Bonea · Bucciano · Buonalbergo · Calvi · Campolattaro · Campoli del Monte Taburno · Casalduni · Castelfranco in Miscano · Castelpagano · Castelpoto · Castelvenere · Castelvetere in Val Fortore · Cautano · Ceppaloni · Cerreto Sannita · Circello · Colle Sannita · Cusano Mutri · Dugenta · Durazzano · Faicchio · Foglianise · Foiano di Val Fortore · Forchia · Fragneto Monforte · Fragneto l'Abate · Frasso Telesino · Ginestra degli Schiavoni · Guardia Sanframondi · Limatola · Melizzano · Moiano · Molinara · Montefalcone di Val Fortore · Montesarchio · Morcone · Paduli · Pago Veiano · Pannarano · Paolisi · Paupisi · Pesco Sannita · Pietraroja · Pietrelcina · Ponte · Pontelandolfo · Puglianello · Reino · San Bartolomeo in Galdo · San Giorgio La Molara · San Giorgio del Sannio · San Leucio del Sannio · San Lorenzello · San Lorenzo Maggiore · San Lupo · San Marco dei Cavoti · San Martino Sannita · San Nazzaro · San Nicola Manfredi · San Salvatore Telesino · Sant'Agata de' Goti · Sant'Angelo a Cupolo · Sant'Arcangelo Trimonte · Santa Croce del Sannio · Sassinoro · Solopaca · Telese Terme · Tocco Caudio · Torrecuso · Vitulano
1. ↑  https://demo.istat.it/?l=it.